# Tomás Urbina

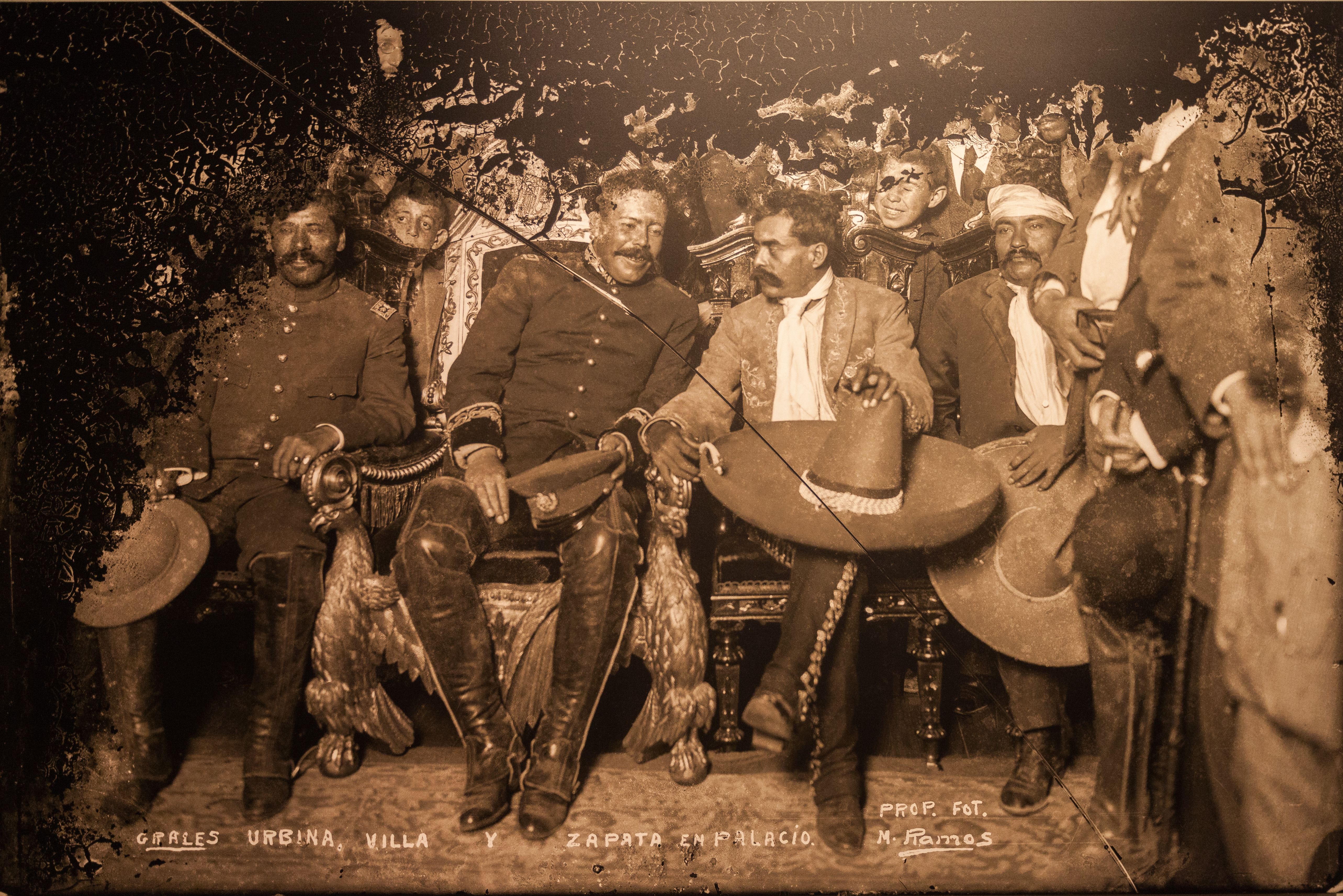
Tomás Urbina junto a Pancho Villa y Emiliano Zapata.

Tomás Urbina Reyes (Congregación de Nieves, distrito de Ocampo, Durango, 1870 - ibídem, 1915) fue un militar mexicano dirigente de la tropa Los plateados de Urbina que participó en la Revolución mexicana. Era un mestizo tarahumara, hijo de padre desconocido y de Refugio Urbina Reyes, de quien tomó sus apellidos. De joven se ganó la vida como peón de hacienda, luego como contratista en la manufactura de adobes, durante el verano era adobero y ladrillero, pero en invierno cuando no había trabajo, se dedicó al abigeato.
Se casó en 1896 con Juana Lucero en Villa Ocampo de Indé. En 1903, a la edad de treinta y tres años conoció en San Bernardo al que sería su fiel acompañante y compadre durante los próximos años: Pancho Villa. Se asoció con él para robar vacas de las grandes haciendas en compañía de Eleuterio Soto y Sabas Baca. En mayo de 1911, se casó por la iglesia con Francisca Ávila en San Bernardo. Por su amistad con Villa, fue general de la División del Norte durante la Revolución mexicana. 
En julio de 1915 fue acusado de traición a la división del norte por recibir dinero de Jacinto B. Treviño y el General constitucionalista Pablo González para rendirse durante la Batalla de El Ébano por lo que Pancho Villa, furioso, fue a buscarlo a su casa acompañado de su escolta y los generales Rodolfo Fierro y Pablo Seáñez para pedirle explicaciones. Al llegar a su casa, encontraron que en ese momento se estaba celebrando una fiesta, se armó un tiroteo entre la escolta de Villa y Urbina, rindiéndose esta última. Villa habló un rato con Urbina, quien, herido en el brazo a causa del tiroteo, escuchaba los regaños del General. Villa dudó si fusilarlo o no, a lo que intercedió Fierro ratificando su traición. Finalmente Villa cedió y lo autorizó para ejecutarlo. Fierro emprendió la persecución al coche de Urbina, quien, acompañado de Martín López, había salido minutos antes para curar su herida en el brazo. Fierro habló con Martín López quien se hizo a un lado, y ordenó entonces a Urbina que bajara de coche. Urbina intento detener a Fierro, pero este, sin escrúpulos, le asestó un tiro en la nuca para luego sepultarlo por allí cerca.

## Maderismo
Fue de los primeros en tomar las armas en defensa de la causa maderista; operó en Durango y el sur de Chihuahua. Al triunfo del movimiento maderista en mayo de 1911 le fue reconocido el grado militar de coronel. 

## Campaña Orozquista
En 1912 retornó a las armas para combatir la sublevación de Pascual Orozco. Al mando de unos cuatrocientos hombres se integró primero a las filas de "irregulares" que comandaba Francisco Villa; después se unió a la División del Norte federal que comandaba Victoriano Huerta. Participó en el combate de Tlahualilo y fue ascendido a coronel de fuerzas "irregulares".

## Villismo

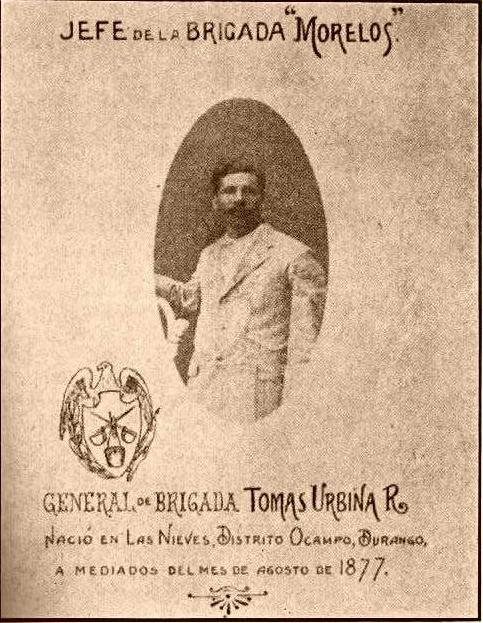
General Tomás Urbina como Jefe de la Brigada Morelos integrante de la División del Norte

En marzo de 1913, ante la usurpación de Victoriano Huerta, reunió a varios grupos de campesinos de los municipios de Indé y El Oro, Durango, y se levantó en armas en defensa del constitucionalismo. Avanzó rumbo a la ciudad de Durango y en Canatlán se le unieron otros jefes duranguenses, confiriéndole el mando supremo de las tropas. Con ellas tomó la capital estatal el 18 de junio de 1913. Saqueó la catedral, se apoderó de las reservas de los bancos y de las cajas fuertes de las casas comerciales y nombró gobernador a Pastor Rouaix y jefe de armas a Domingo Arrieta León. Después de la toma de Durango se dirigió a La Laguna. Tomó Gómez Palacio y Lerdo y fue derrotado en su intento de tomar Torreón. Buscando organizar y fortalecer sus fuerzas se unió a su compadre Francisco Villa en Jiménez, Chihuahua. A sus órdenes se convirtió en uno de los principales jefes de la División del Norte constitucionalista. Con ella participó en el ataque a Mapimí, en marzo de 1914, y en la Toma de Torreón, donde se le confirió el mando de las tropas que salieron a detener los refuerzos federales, a los que derrotó en San Pedro de las Colonias.

## Convencionismo
Asistió a algunas sesiones de la Convención de Aguascalientes. Ante el rompimiento de Venustiano Carranza apoyó a Francisco Villa y quedó integrado en el ejército de la Convención. Estuvo en algunos combates del centro y del Bajío; después fue nombrado jefe de operaciones en Tampico, pero fracasó en la Batalla de El Ébano frente a las tropas de Jacinto B. Treviño. Abandonó la lucha ante la primera derrota y se retiró a su pueblo natal. Murió asesinado por Rodolfo Fierro, siguiendo órdenes de Francisco Villa, en Las Nieves, Durango a mediados de 1915, en cuya población del Estado de Durango habitan aún, familiares del General Urbina.